# Corsé

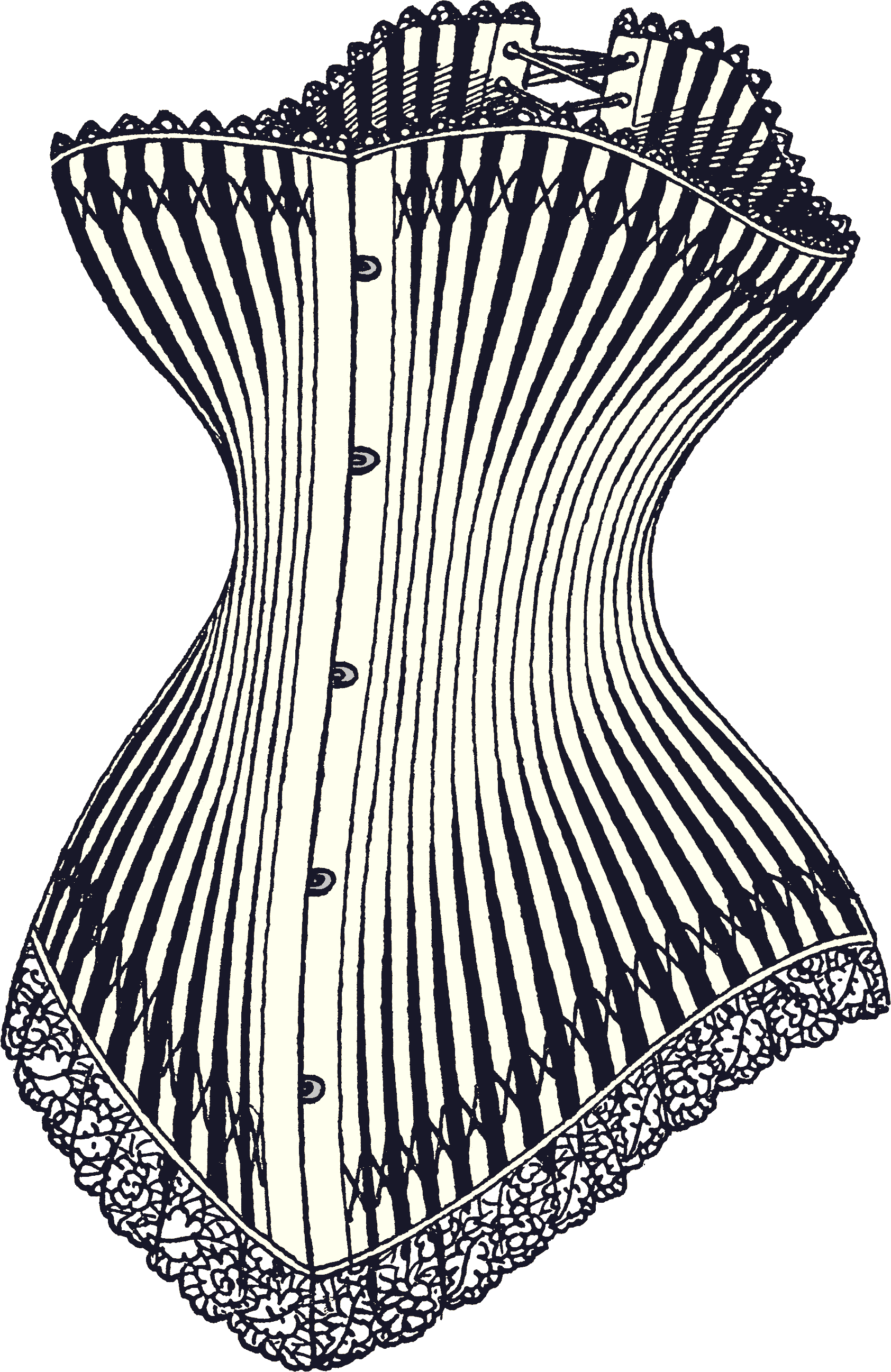
Un corsé de 1878.

Un corsé (galicismo de corset) es una prenda utilizada para estilizar y moldear la figura femenina de una forma deseada por razones estéticas o médicas; puede ser mientras se lleva o por un tiempo posterior.
En los últimos años, se ha extendido el espectro de su influencia popularizándose en la cultura BDSM o la cultura gótica; Además, muchas prendas son vendidas como corsés cuando, técnicamente, no lo son. Muchos de los corsés actuales son en realidad bustiers o tops: están generalmente hechos de encaje, tejidos sintéticos imitando a los de antaño, pero apenas alteran la figura del que lo lleva. Así mismo, el término corsé ha sido dado erróneamente por la industria de la moda para referirse a tops que imitan a los corsés antiguos. En realidad, tradicionalmente, los corsés deben ser realizados a medida, para una única persona.[cita requerida]

## Historia y evolución

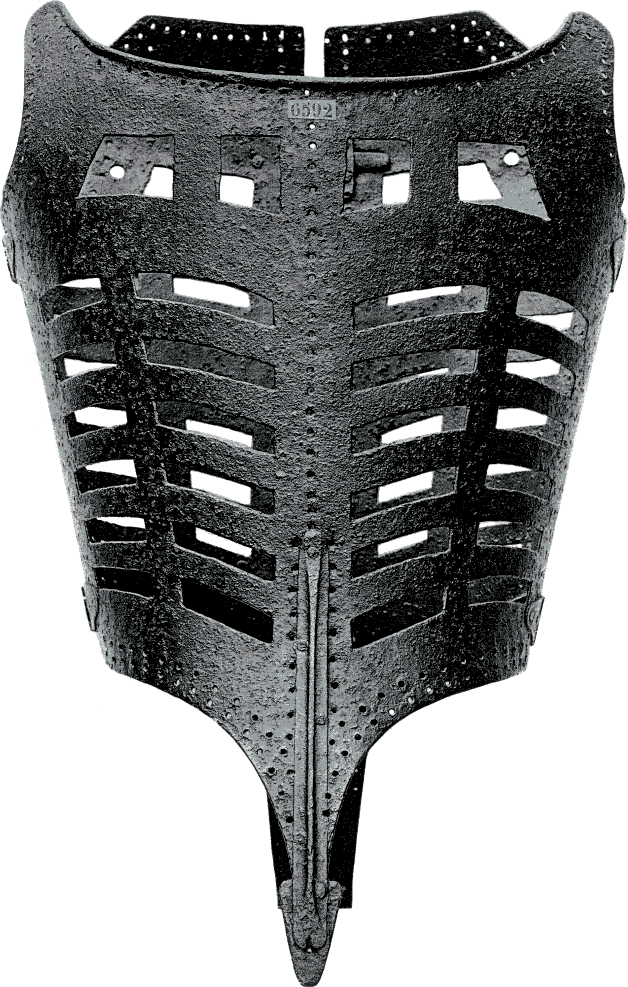
Corsé de metal,.

Los primeros corsés se encuentran en las civilizaciones antiguas de Creta y Micenas, pero en el resto de Occidente aparece en el siglo XVI, al popularizarse su uso en la corte de los Medici. Su propósito inicial era conseguir un torso cónico, rígido y estilizado para las damas de la aristocracia y la nobleza. Estos primeros «corsés» se hacían en su totalidad en metal, eran totalmente rígidos y por tanto limitaban la movilidad. 
A partir de estas primeras prendas interiores se comienzan a crear prendas cada vez más complejas y armadas mediante patrones muy trabajados para lograr una perfecta silueta, que junto con las demás prendas interiores de moldeado: paniers, miriñaques, precedidos por los verdugados que eran como jaulas en forma de embudo, de tela con varillas de metal... sustentaban el vestido exterior. Esto se conseguía mediante la superposición sobre ese armazón de varias faldas, la última de las cuales, que era la que quedaba a la vista, era de un tejido lujoso ricamente ornamentado.
En el siglo XVII en las Cortes europeas, en un contexto de lujo absolutista y de ostentación barroca, el torso cónico anterior se modifica para conseguir estrechar la cintura y alzar el busto, además de realzar las caderas que se exageran poniéndose alrededor de ellas una rosca de algodón que ahuecaba más las faldas. Los cuerpos o corsés se hacen entonces rígidos mediante una serie de ballenas o varillas de metal o madera, aunque también de hueso, insertas en la pieza de tela. Es ahora cuando se comienza a popularizar su uso también entre la burguesía, para ceñirse al ideal estético de la figura de la época. Alrededor de los doce o trece años de edad las niñas de familias adineradas se iniciaban en el uso de esta prenda, que seguirían usando hasta el final de su vida ininterrumpidamente.
Eran más bien rígidos y cónicos, a medida que avanza el siglo XVII y el XVIII según va cambiando la silueta del vestido femenino, su forma se va adaptando, construyéndose patrones cada vez más intrincados y sofisticados, ya que su propósito era modificar mediante el ceñido y relleno, la silueta a merced de la moda de la época. Además, se jugaba con la ornamentación y los tejidos, dependiendo del estatus social, aderezados con cintas y encajes.

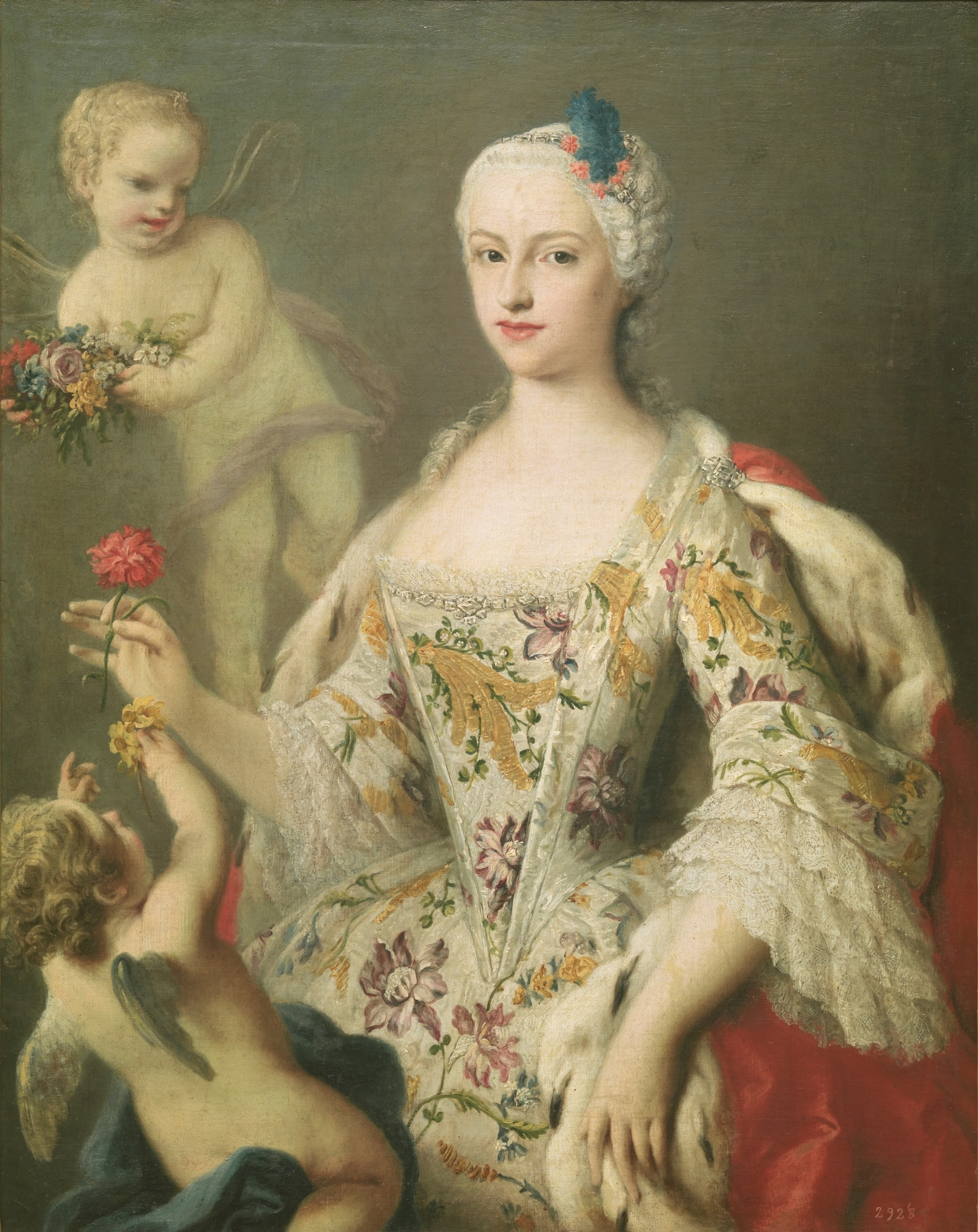
Figura cónica mediante corsé,.

Tras la Revolución francesa, el corsé cae en desuso al considerarse una opresión para la mujer, al igual que las medias, zapatos, pelucas y calcetas. Además, era odiado por Napoleón Bonaparte, considerándolo como «el asesino de la raza humana», debido a que algunos creían que causaba los abortos naturales y el descenso de la tasa de natalidad; a pesar de que sus dos esposas lo usaban, pero a partir de 1820 resurge y vuelve a usarse de forma común. 
Ya en el siglo XIX, con la Revolución Industrial, se vuelve más accesible. Llega a ser una prenda de culto popular, llegándose a considerar como una disciplina en torno a mediados de siglo, cuando alcanza su máximo apogeo, se adorna ricamente, con bordados, pedrería, encajes y unas formas muy trabajadas. La nueva figura femenina consistía en una idealización elevada al extremo de las formas, aportando una apariencia frágil y elegante (es así hasta 1905) de reloj de arena, con el busto elevado y una cintura estrechísima, llamada «de avispa», afinada por el uso continuado del corsé que contrastaba con una falda muy voluminosa que va evolucionando durante el siglo siguiendo las tendencias impuestas.
En la transición del siglo XIX al XX, una nueva tendencia proveniente de París comienza a calar en la moda, la Belle Epoque. En el ambiente imperaba un positivismo y una predisposición a la ciencia y al progreso general. Se popularizan los cabarés, donde el corsé y la feminidad se ensalzan y se vuelven extremadamente teatrales. Ya con el inicio del siglo XX la mentalidad y la sociedad cambian, buscando una mujer más activa, libre de enaguas y corsés. Las feministas piden su desaparición y a partir de 1905 la moda adopta una silueta más flexible, que sigue la línea natural del cuerpo, sin necesidad de corsé muy ceñido. Con el estallido de la Primera Guerra Mundial esta nueva posición y estética de la mujer se imponen. La silueta se libera y prima una figura recta, sin destacar las formas femeninas. La falda se acorta y la indumentaria se simplifica, desapareciendo definitivamente el antiguo corsé.
Tras la Segunda Guerra Mundial, en 1947, el modista Christian Dior populariza una nueva silueta, la New Look, en la que la cintura se afina de nuevo y la falda vuelve a ser de vuelo muy amplio, aunque no hasta el suelo. Vuelven así las superposiciones de combinaciones para ahuecarlas y el corsé, ahora en tejido sintético, cómodo y elástico. La silueta de los años 40 y 50 volvió así a basarse en la exageración de las formas femeninas, hasta que volvieron las líneas más naturales desde 1958.
A partir de este momento, el uso del corsé pierde popularidad, aunque se reserva mayoritariamente a la alta costura o para círculos minoritarios que se atreven con esta prenda.

## Ámbitos de uso

### Moda y estética

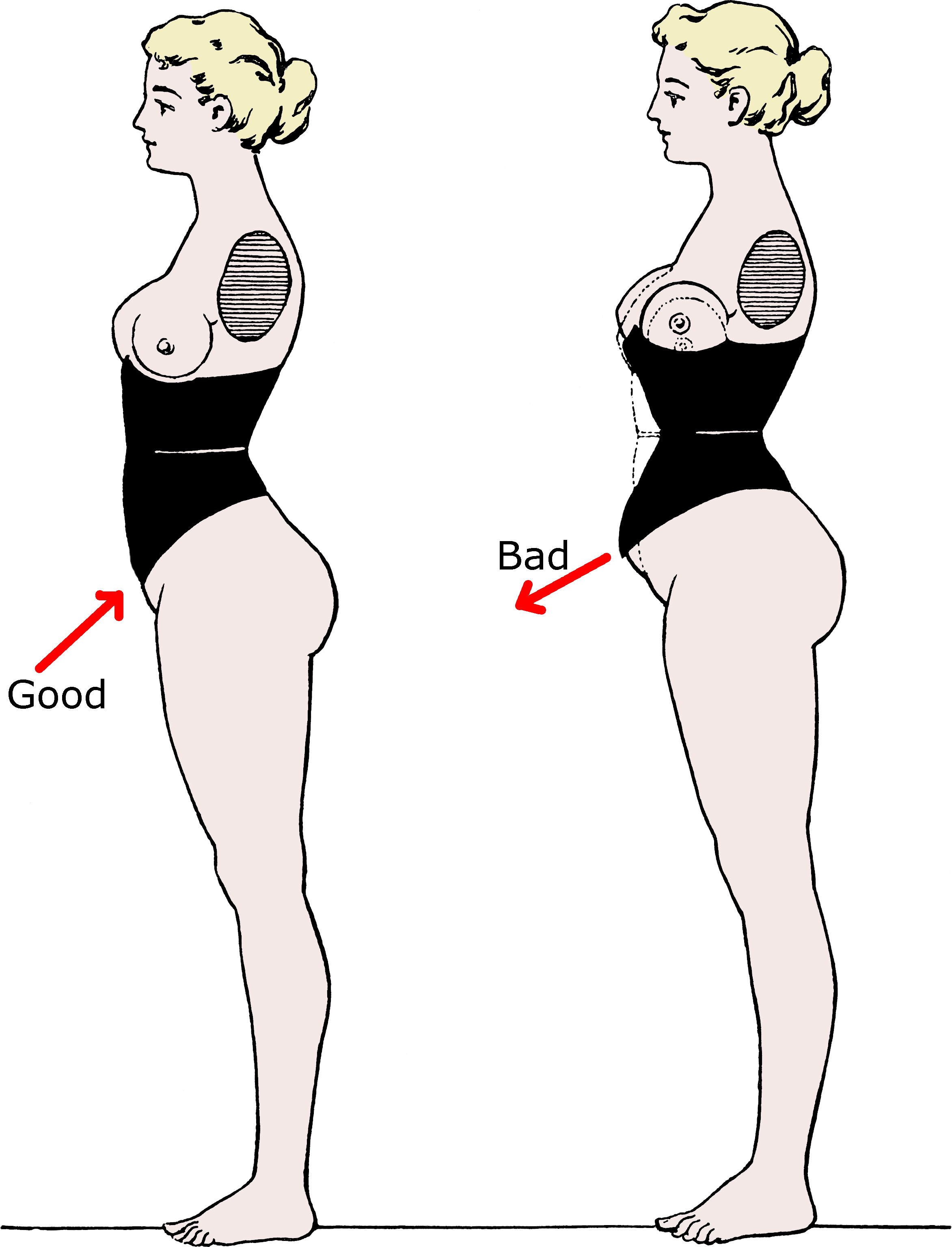
A la izquierda, la forma correcta de llevar un corsé. A la derecha, se muestra cómo empuja el estómago hacia abajo en vez de sujetar al usarlo incorrectamente.

El uso más común y conocido es el reducir la silueta y hacerla más atractiva. En las mujeres su uso es más frecuente para resaltar las curvas, reduciendo la cintura, marcando el busto y la cadera. El corsé, al ser una prenda interior, sirve para dibujar la figura que se desea conseguir. 
En ningún caso se llevaba el antiguo corsé inmediatamente sobre el cuerpo, sino que se vestía sobre una camisa interior de lino o algodón. Después se ajustaba el corsé y encima se colocaba una fina camisola llamada cubre corsé. A partir de esta base se colocaba la estructura que definiría la falda (miriñaque y luego polisón, al desaparecer este en 1890 las faldas colgarán ya sin artificios hasta el suelo), sobre ella varias enaguas y encima las prendas como tal, generalmente de un tejido rígido y ricamente decorado. 
Principalmente los corsés se dividen en dos grupos, los que comienzan por encima del pecho, y los que empiezan por debajo. Algunos terminan en la cadera, en algunos escasos casos, terminan en las rodillas. Un tipo de corsé más pequeño es la faja, que solamente cubre la cadera, desde el final de las costillas hasta el comienzo de la pierna. Pueden llevar ligueros para sujetar las medias o una cinturilla para tal fin.
Los corsés deben ser escogidos en una talla muy precisa que se da en centímetros. La talla idónea es la medida de la cintura que se desea alcanzar una vez reducida, y es habitualmente entre 10 y 15 cm por debajo de la medida real. Los corsés llevan ballenas de metal disimuladas en el tejido, y se suelen ajustar por medio de una lazada en la espalda.

### Fetichismo y BDSM
El corsé es y ha sido una prenda objeto de polémicas a lo largo de la historia. Actualmente en el ámbito del fetichismo es considerada como un icono, ya que limita el movimiento y acentúa las formas femeninas. En este ámbito, hay dos roles principales: el dominante y el sumiso. Ambos tienen una serie de características. El corsé por tanto es versátil y mientras que para el rol dominante sería un símbolo de poder, remarcando su cuerpo con dureza, para el sumiso sería un elemento limitador y opresor, porque está en una posición inferior a su «amo».
Esto ha formado parte de la popularización de esta prenda en algunas subculturas en las que influye esta temática, como es la cultura gótica.